# Dlouhý (Slavíkov)
Dlouhý (německy Dluhe) je vesnice, část obce Slavíkov v okrese Havlíčkův Brod. Nachází se asi 2,5 km na východ od Slavíkova. Prochází zde silnice I/37. V roce 2009 zde bylo evidováno 122 adres. V roce 2001 zde trvale žilo 8 obyvatel.
Dlouhý leží v katastrálním území Kocourov u Slavíkova o výměře 2,72 km2.

## Galerie

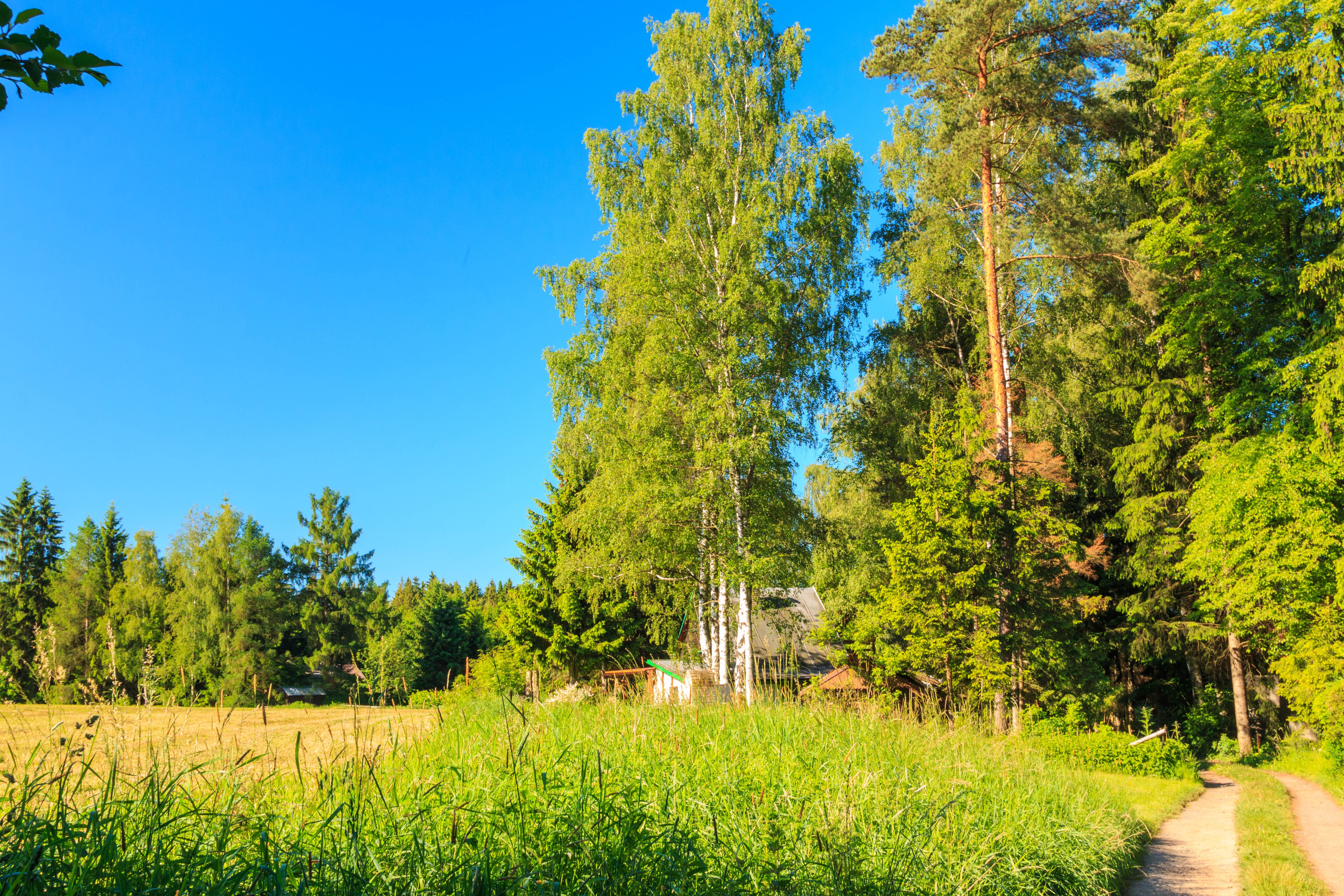
Chatová osada u Dlouhého rybníka
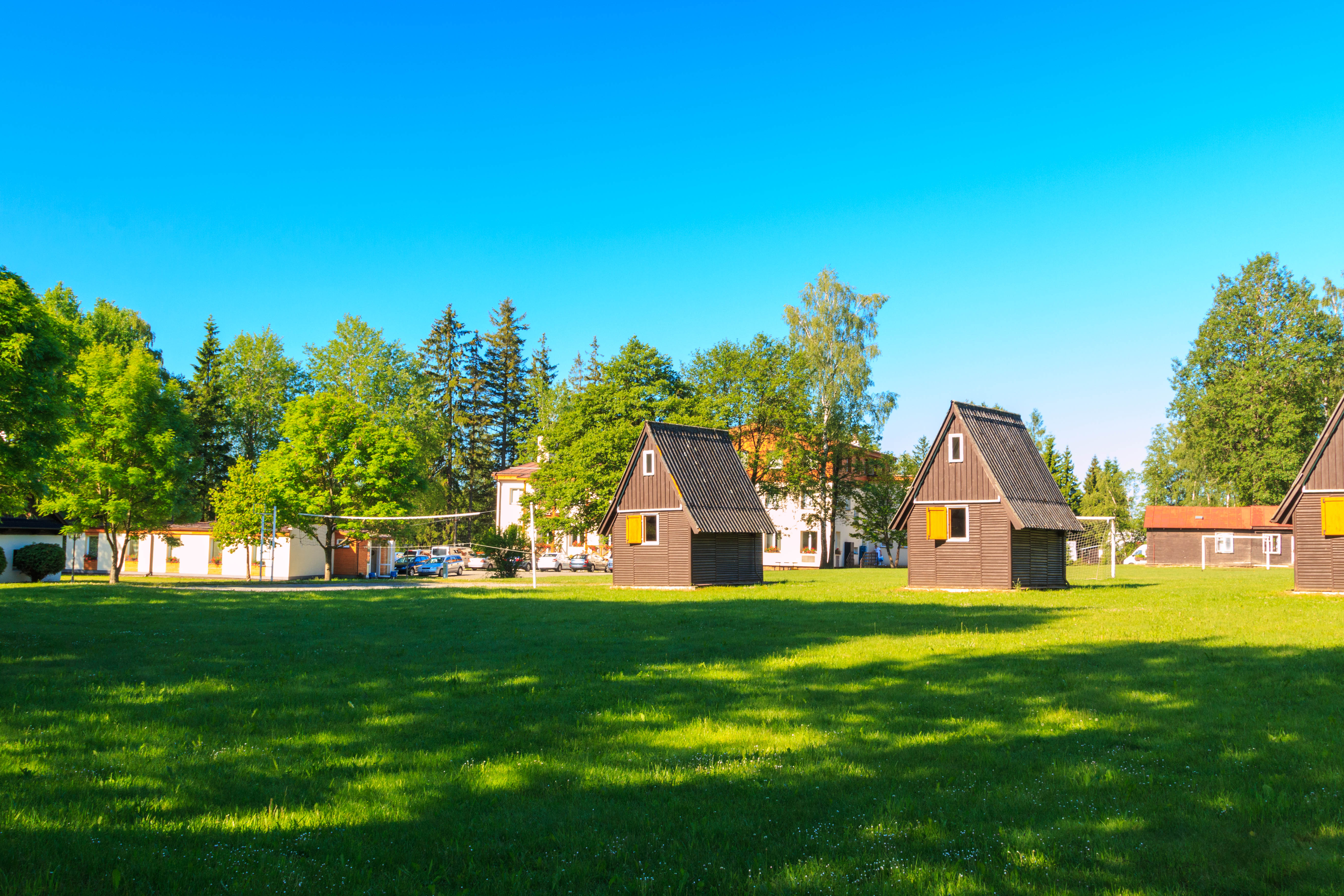
Dlouhý rekreační středisko
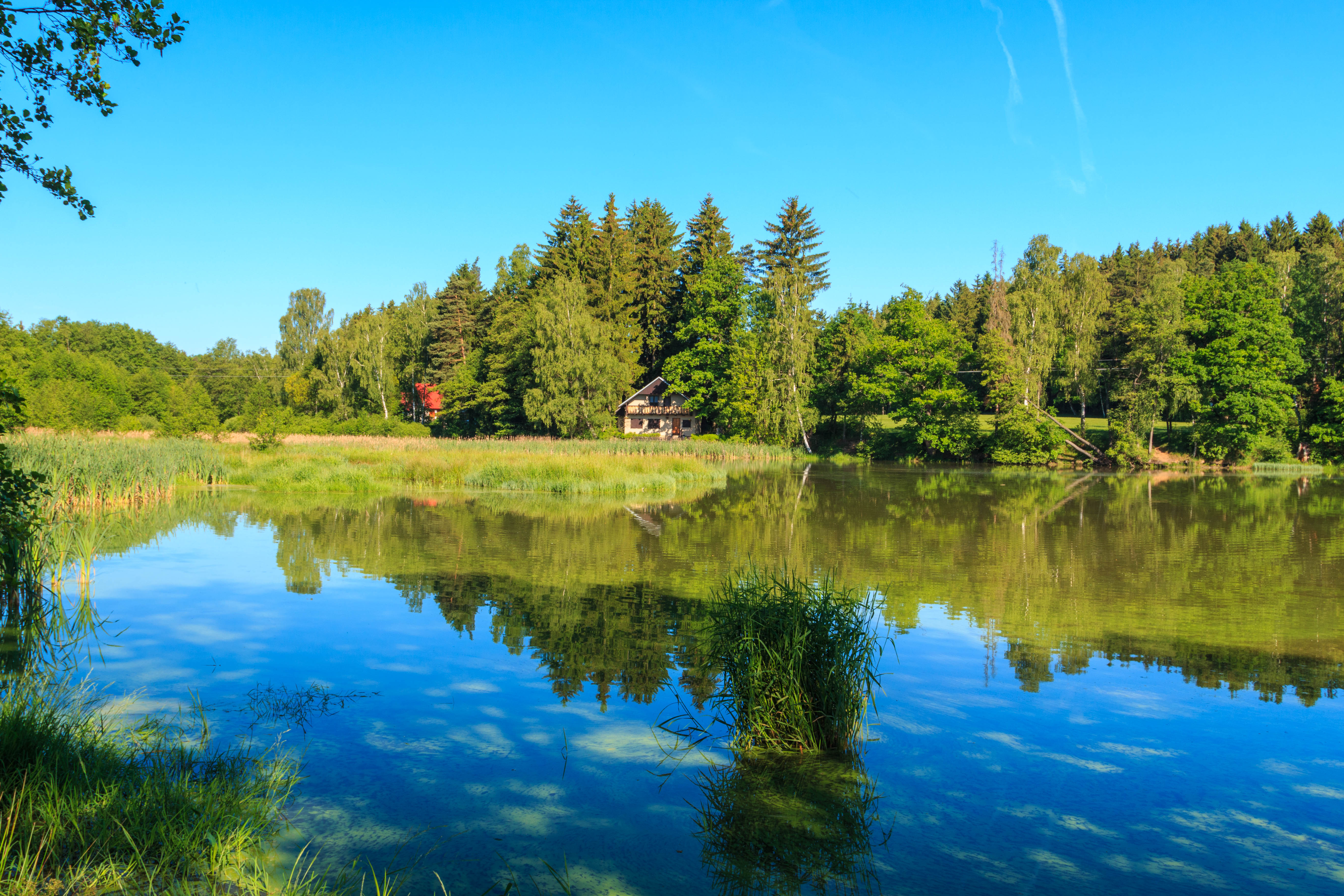
Dlouhý rybník
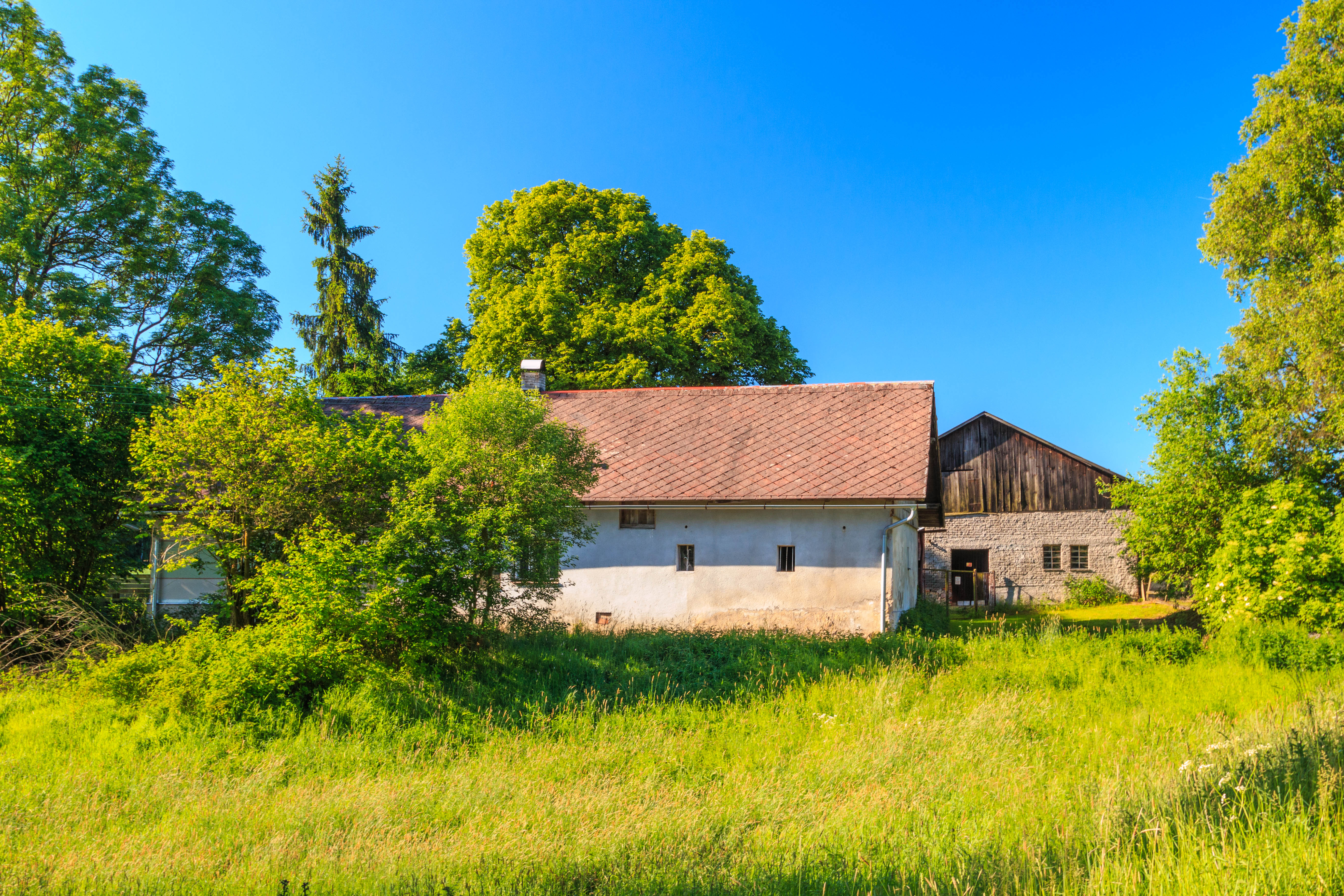
Dlouhý čp. 4